# Kohila

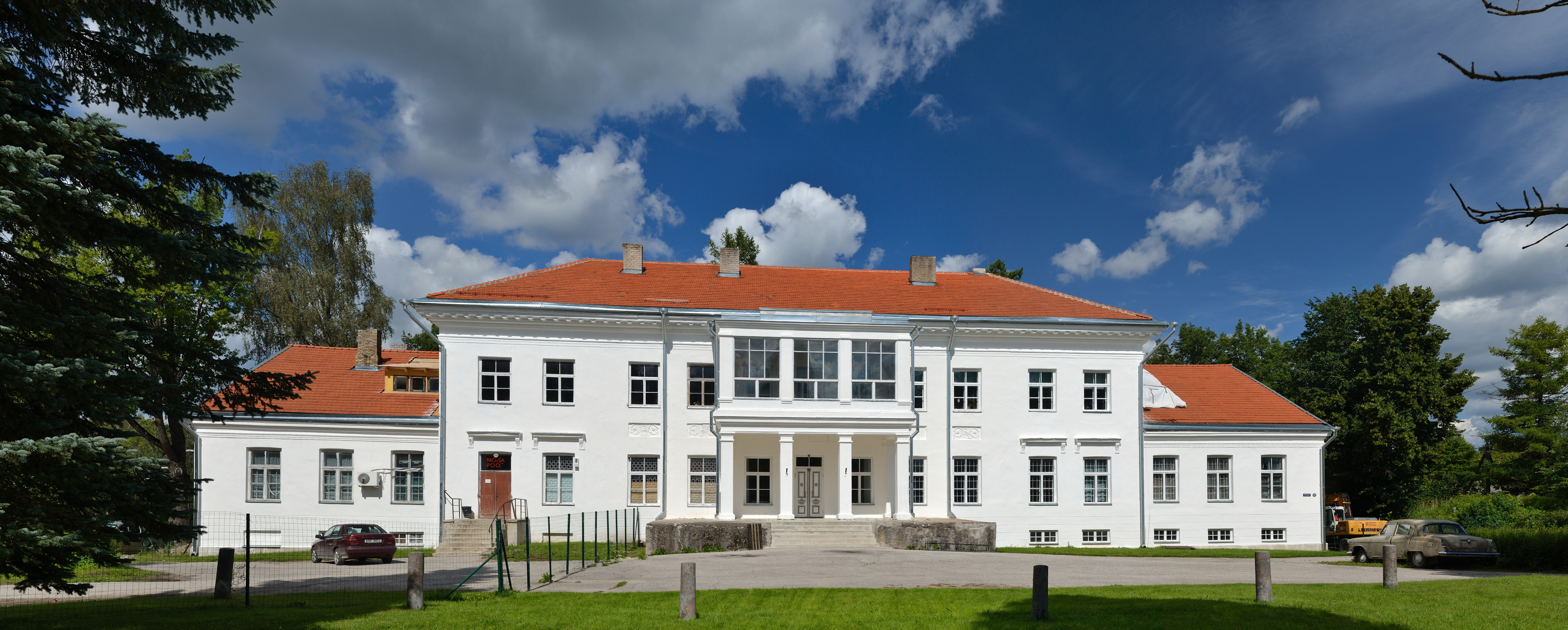

Kohila (niem. Koil) – miasto w Estonii w prowincji Rapla, w gminie Kohila. Liczy 3550 mieszkańców (2006). Ośrodek przemysłu spożywczego.
Znajduje się tu stacja kolejowa Kohila, położona na linii Tallinn – Parnawa/Viljandi.